# Nhà thờ Santa María de los Reyes
Nhà thờ Santa María de los Reyes (Tiếng Tây Ban Nha: Iglesia de Santa María de los Reyes) là một nhà thờ nằm ở La Guardia, Tây Ban Nha. Nó được công nhận là Bien de Interés Cultural năm 1931.